# Марков, Сергей Дмитриевич (революционер)
Серге́й Дми́триевич Ма́рков (1880, Алексин, Тульская губерния, Российская империя — 5 ноября 1922, Дагестанская АССР, РСФСР) — революционный деятель начала XX века, член Реввоенсовета Кавказского фронта, руководитель Кавказского округа путей сообщения.

## Биография
Родился в 1880 году в городе Алексин Тульской губернии в семье инженера путей сообщения Дмитрия Сергеевича Маркова (184? – ок. 1912, Кострома) и Александры Яковлевны, родной сестры его коллеги по работе Виктора Яковлевича Белобородова. Отец умер после строительства железной дороги Ярославль-Кострома, в должности начальника станции Кострома.
Уже в 14 лет в Ярославском управлении железной дороги под присмотром отца Сергей Марков работал чертёжником, а в дальнейшем при строительстве железнодорожных путей – десятником и старшим десятником. После окончания в 1897 году Костромской классической гимназии поступил в Санкт-Петербургский институт путей сообщения, где в 1899 году примкнул к революционному движению. С января 1901 года принимал активное участие в петербургском отделении газеты «Искра». В январе 1903 года на его квартире была организована нелегальная типография. В ноябре 1903 года он был введён в состав Петербургского комитета РСДРП (б). За революционную деятельность был исключён из института, арестован, выслан в Херсон, откуда после амнистии в ноябре 1906 года вернулся в Петербург, восстановился в институте и окончил его в 1908 году. 
В 1910 году принимал участие в строительстве Аваро-Кахетинской дороги в Дагестане. После работал в управлении Мурманской железной дороги.
После Октябрьской революции был назначен главой Петроградского отделения государственного контроля. С января 1919 года — заместитель Народного Комиссара путей сообщения. А с июня 1920 года — начальник Кавказского округа путей сообщений. Одновременно он являлся членом Реввоенсовета Кавказского фронта. В том же 1920 году занял пост начальника Владикавказской железной дороги. Марковым был разработан план по восстановлению железной дороги на Северном Кавказе, разрушенной в период Гражданской войны, построения железнодорожного округа с линейными отделениями.
В 1922 году для поправки пошатнувшегося здоровья, Марков вместе с женой отправился в Дагестан; 5 ноября 1922 года Сергей Дмитриевич вместе с женой погиб близ села Кумторкала Темир-Хан-Шуринского округа. Похоронен в городе Ростов-на-Дону.

## Семья
Был женат на Варваре Петровне Верховской (01.02.1880 – 05.11.1922) из рода костромских дворян. Дочь Петра Михайловича Верховского (12.06.1822, Петровка – 27.04.1900, Вознесение) — инженер-полковника и действительного статского советника — Варвара Петровна училась на Высших (Бестужевских) женских курсах в Санкт-Петербурге, где примкнула к революционному движению и входила в большевистский кружок, которым руководил агитатор С. Д. Марков; 28 февраля 1904 года они поженились, а через два дня Марков по доносу был арестован; в октябре тюремное заключение было заменено ссылкой под надзор полиции в село под Херсоном, где ему позволили работать десятником на строительстве железной дороги Херсон – Николаев. 
Имел двоих детей: дочь — Галина Сергеевна Маркова (1909—1981) — ученый-химик, жена С. В. Кафтанова; сын — Дмитрий Сергеевич Марков (1905—1992) — советский авиаконструктор.

## Память
После смерти имя Маркова было присвоено Владикавказской железной дороге, школе № 13 г. Ростова-на-Дону. а также улицам в Ростове-на-Дону, Владикавказе, Армавире, Ессентуках, Махачкале (в 1998 г. переименована в улицу Насрутдинова, а в 2000 г. в улицу Даниялова). Так же имя Маркова носят улицы в городах Южно-Сухокумск, Беслан, поселке Семендер, в селах Карабудахкент, Башлыкент, Кака-Шура, Хумалаг, в станице Архонской. 

Имя Маркова носил винсовхоз «Марковский» (с 2005 г. СПК «Агрофирма „Кумторкала“») села Коркмаскала Кумторкалинского района Дагестана. Ущелье Маркова